# Station Blangy-sur-Ternoise
Station Blangy-sur-Ternoise is een spoorwegstation in de Franse gemeente Blangy-sur-Ternoise.